# Transfermarkt

Logo Transfermarktu

Transfermarkt jsou německé internetové stránky s fotbalovou tematikou, obsahuje informace o bývalých či současných hráčích a jejich odhadovaných tržních hodnotách, fotbalových klubech a soutěžích, trenérech, novinkách (např. přestupy), výsledcích zápasů apod. Nezaměřuje se pouze na německé prostředí, ale zahrnuje celosvětový trh s hráči.
Zakladatelem a do roku 2008 jediným vlastníkem byl Matthias Seidel. Web vznikl v květnu 2000 a časem se stal jedním z největších německých fotbalových, potažmo sportovních webů (vedle např. kicker.de). Německé vydavatelství Axel Springer převzalo v září 2008 většinový podíl akcií (51 %), Seidelovi zůstalo 49 %.

## Zajímavosti na tomto webu
Nejhodnotnějším hráčem na tomto webu je norský útočník Erling Haaland hrající za Manchester City, s hodnotou 170 milionů €.
A nejhodnotnějším klubem na tomto webu je Manchester City, s hodnotou 1,09 miliard €.